# Bogdan Kwieciński

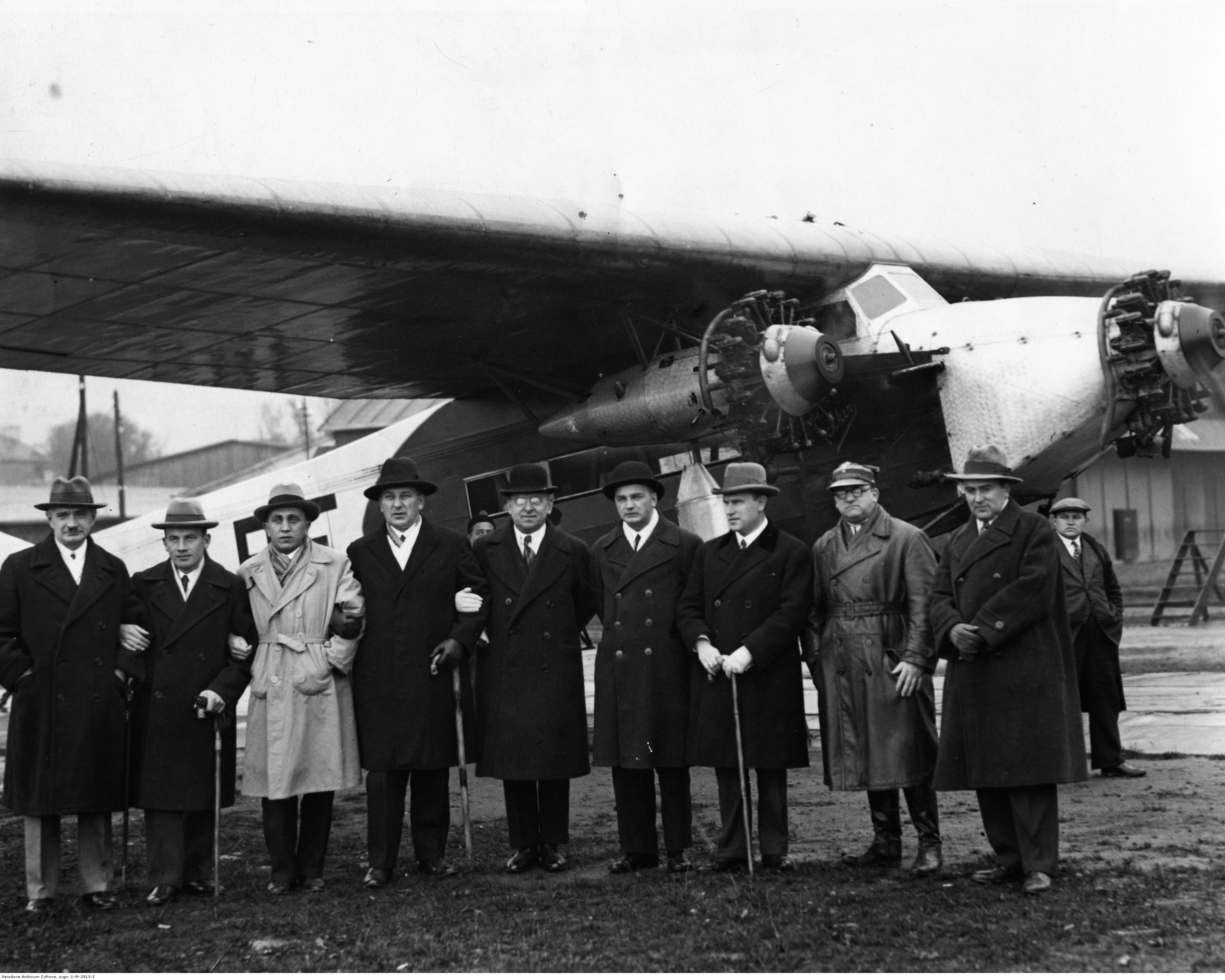
Wizyta estońskich władz lotniczych w Warszawie. Major Bogdan Kwieciński sekretarz generalny Aeroklubu RP (drugi z prawej)

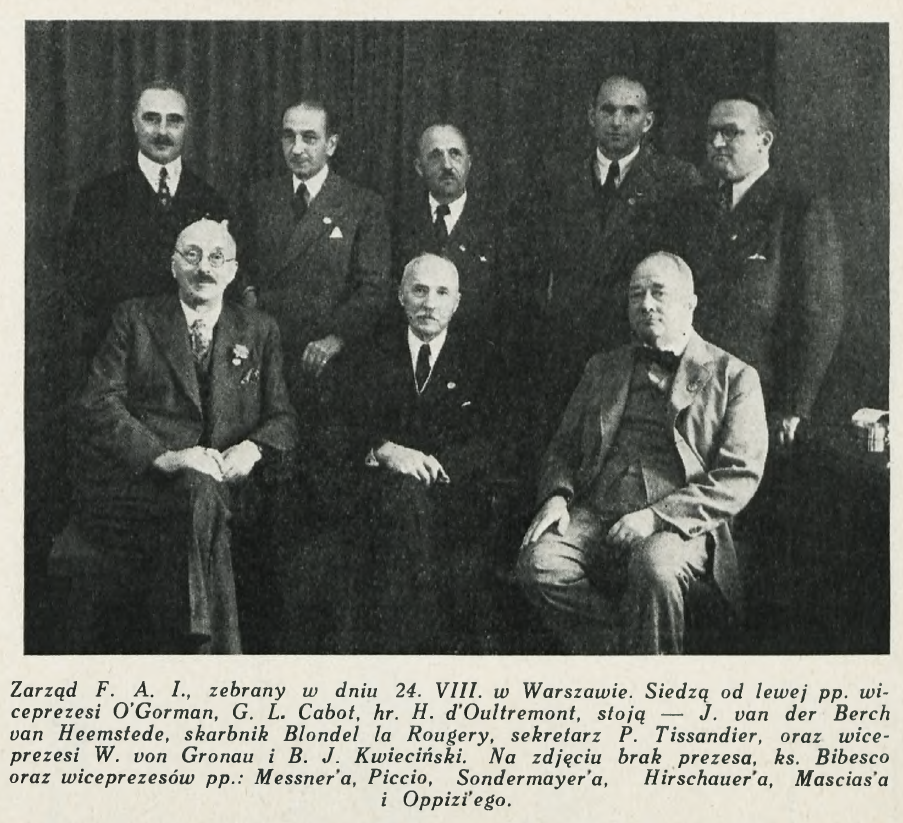
Zarząd w FAI 1936, wiceprezes FAI Bogdan Kwieciński podczas konferencji w Warszawie

Bogdan Józef Kwieciński (ur. 12 kwietnia 1895 w Strzelnie, zm. 22 marca 1981 w Montrealu) – pułkownik dyplomowany obserwator Polskich Sił Powietrznych, kawaler Orderu Virtuti Militari, wiceprezydent Międzynarodowej Federacji Lotniczej (FAI).

## Życiorys
Urodził się 12 kwietnia 1895 w Strzelnie, w rodzinie Jana i Anieli z Łyskowskich. Był bratem Jerzego, majora artylerii Wojska Polskiego zamordowanego w 1940 przez NKWD w Charkowie. Od najmłodszych lat interesował się lotnictwem – będąc uczniem gimnazjum w Inowrocławiu budował jako modelarz modele samolotów, w 1911 zbudował model dwupłatowca Farman III o rozpiętości skrzydeł 1,4 m, jako konstruktor modelarski był znany we Frankfurckim Związku Modeli Latających.
Ukończył w 1915 gimnazjum w Poznaniu. W latach 1915–1919 służył w wojsku niemieckim. W 1916 ukończył szkołę strzelców lotniczych i obserwatorów lotniczych. Od lipca 1918 brał udział w działaniach wojennych jako radiooperator podczas kampanii palestyńskiej, a w Turcji trafił do niewoli angielskiej. Po powrocie do Polski wstąpił do tworzącego się lotnictwa polskiego, awansował do stopnia podporucznika dekretem 18 kwietnia 1919 (N.R.L. nr 139 z dn. 1 sierpnia 1919) Szefa Lotnictwa w Warszawie. Będąc podporucznikiem lotnictwa, publikował artykuły w czasopiśmie lotniczym Polska Flota Napowietrzna, został także członkiem komisji rewizyjnej redakcji. W składzie 12 eskadry wywiadowczej wziął udział w wojnie polsko-bolszewickiej, za loty bojowe dostał odznaczenie Virtuti Militari. W 1924 rozpoczął studia w Wyższej Szkole Wojennej w Warszawie. Po ukończeniu otrzymał dyplom naukowy i awansował na stanowisko kierownika Referatu Organizacyjno-Mobilizacyjnego w Departamencie Lotnictwa MSW w 1926. W latach 1928–1930 dostał przydział do 1 pułku lotniczego, gdzie obejmował stanowisko dowódcy dywizjonu, a później zastępcy dowódcy pułku. Następnie w latach 1930–1933 przeniesiony został do Sztabu Głównego na stanowisko kierownika Referatu Lotnictwa Oddziału III. W 1933 r. brał udział w Zawodach Algiersko-Marokańskich w Casablance jako nawigator z pilotem Robertem Hirszbandtem z Aeroklubu Warszawskiego na samolocie RWD-5 (zdobyli puchar cudzoziemców) oraz w III Lotniczych Zawodach Egipskich w 1937 w Kairze z pilotem Jerzym Drzewieckim na samolocie RWD-13. Współpracował z redakcjami „Skrzydlatej Polski” oraz „Lotu Polskiego”, dla których pisał artykuły. W 1927 w został wybrany sekretarzem Aeroklubu Polskiego. Brał udział w spotkaniach roboczych Międzynarodowej Federacji Lotniczej, na których reprezentował Aeroklub Polski jako delegat. W zawodach lotniczych Międzynarodowe Zawody Samolotów Turystycznych (Challenge 1930) odbywających się  w  Niemczech pod patronatem FAI był w składzie Międzynarodowej Komisji Sportowej, w Challenge 1932 odbywających się w Polsce ponownie był członkiem komisji zawodów. Był encyklopedystą. Został wymieniony w gronie edytorów ośmiotomowej Encyklopedii wojskowej wydanej w latach 1931–1939 gdzie zredagował hasła związane z lotnictwem. Wchodził w skład komitetu redakcyjnego tej encyklopedii .
W 1933 został wybrany wiceprezydentem federacji lotniczej FAI i sprawował tę funkcję do 1947 roku. W następnych zawodach organizowanych ponownie w Polsce Challenge 1934 był kierownikiem komitetu organizacyjnego i przewodniczącym Międzynarodowej Komisji Sportowej. W czasie zjazdu delegatów FAI z całego świata na Konferencji Generalnej w 1936 r. odbywającej się w Warszawie był generalnym sprawozdawcą. Awansował w 1935 roku na stanowisko attaché wojskowego w Pradze, a od 1937 skierowano go do następnej placówki w Londynie jako attaché wojskowego. Po zakończeniu wojny obronnej Polski w 1939 wniósł wielkie zasługi w czasie tworzenia polskich jednostek wojskowych na Wyspach Brytyjskich. Posiadał numer służbowy RAF P-1430.
W 1947 wyjechał do Kanady, gdzie się osiedlił i pracował jako doradca techniczny w FAI i Organizacji Międzynarodowego Lotnictwa Cywilnego (ICAO). Brał udział w organizacji wielu połączeń lotniczych na świecie oraz pracował jako sekretarz w Międzynarodowym Komitecie Ratunkowym (International Rescue Committee) w Montrealu.
Bogdan Kwieciński jest autorem L`Aéronautique en Pologne – historii polskiego lotnictwa wydanej w języku francuskim. Książkę wydano w Warszawie w 1935 r.

## Ordery i odznaczenia
- Krzyż Srebrny Orderu Wojskowego Virtuti Militari nr 177 (8 kwietnia 1921)[11][12]
- Krzyż Kawalerski Orderu Odrodzenia Polski (11 listopada 1934)[13]
- Krzyż Walecznych[14]
- Medal Lotniczy (dwukrotnie)
- Złoty Krzyż Zasługi (13 maja 1933)[15]
- Medal Niepodległości (9 listopada 1932)[16]
- Srebrny Krzyż Zasługi (16 marca 1928)[17]
- Medal Pamiątkowy za Wojnę 1918–1921
- Medal Dziesięciolecia Odzyskanej Niepodległości
- Polowa Odznaka Obserwatora nr 13 (11 listopada 1928)[18]
- Krzyż Komandorski Orderu Imperium Brytyjskiego (Wielka Brytania)[19]
- Krzyż Oficerski Orderu Legii Honorowej (Francja)
- Krzyż Oficerski Orderu Orła Białego (Jugosławia, 1929)[20]
- Krzyż Kawalerski Orderu Imperium Brytyjskiego (Wielka Brytania)
- Order Leopolda (Belgia)
- Order Korony Rumunii (Rumunia)
- Medal Wojenny (Turcja)
- czechosłowacka Odznaka Obserwatora (1929)[21]
- finlandzka Odznaka Lotnicza (1929)[21]
- francuska Odznaka Obserwatora (1929)[21]
- jugosłowiańska Odznaka Obserwatora (1929)[22]
- rumuńska Odznaka Obserwatora (1929)[22]